# وایت لیک (کارولینای شمالی)
وایت لیک (به انگلیسی: White Lake) شهری در ایالت کارولینای شمالی کشور ایالات متحده آمریکا است که جمعیت آن در سرشماری سال ۲۰۱۰ میلادی، ۸۰۲ نفر بوده‌است.